# Boxe nos Jogos Europeus de 2015
O torneio de boxe nos Jogos Europeus de 2015 foram realizados no salão Baku Crystal Hall,  em Baku, no Azerbaijão, entre 16 de junho a 27 de junho dede 2015. Foram disputadas neste esporte 15 provas diferentes, sendo 10 masculino e 5 do feminino. 

## Calendário
| Junho | 12 | 13 | 14 | 15 | 16 | 17 | 18 | 19 | 20 | 21 | 22 | 23 | 24 | 25 | 26 | 27 | 28 |
| ----- | -- | -- | -- | -- | -- | -- | -- | -- | -- | -- | -- | -- | -- | -- | -- | -- | -- |
| Boxe  |    |    |    |    |    |    |    |    |    |    |    |    |    | 5  | 5  | 5  |    |

|  | Dia de competição |  | Dia de final |

## Resultados

### Masculino
| Evento                               | Ouro                                 | Prata                            | Bronze                                                     |
| ------------------------------------ | ------------------------------------ | -------------------------------- | ---------------------------------------------------------- |
| Mosca ligeiro (–49 kg) Detalhes      | Bator Sagaluyev RUS Rússia           | Brendan Irvine IRL Irlanda       | Muhammed Ünlü TUR Turquia Dmytro Zamotayev UKR Ucrânia     |
| Mosca (–52 kg) Detalhes              | Elvin Məmişzadə AZE Azerbaijão       | Vincenzo Picardi ITA Itália      | Hamza Touba GER Alemanha Viliam Tankó SVK Eslováquia       |
| Galo (–56 kg) Detalhes               | Bajtovar Nazirov RUS Rússia          | Dzmitri Asanau BLR Bielorrússia  | Tayfur Əliyev AZE Azerbaijão Qais Ashfaq GBR Grã-Bretanha  |
| Ligeiro (–60 kg) Detalhes            | Albert Səlimov AZE Azerbaijão        | Sofiane Oumiha FRA França        | Sean McComb IRL Irlanda Mateusz Polski POL Polônia         |
| Meio médio ligeiro (–64 kg) Detalhes | Collazo Sotomayor AZE Azerbaijão     | Vincenzo Mangiacapre ITA Itália  | Viktor Petrov UKR Ucrânia Kastriot Sopa GER Alemanha       |
| Meio médio (–69 kg) Detalhes         | Pərviz Bağırov AZE Azerbaijão        | Alexandr Besputin RUS Rússia     | Josh Kelly GBR Grã-Bretanha Yaroslav Samofalov UKR Ucrânia |
| Médio (–75 kg) Detalhes              | Michael O'Reilly IRL Irlanda         | Xaybula Musalov AZE Azerbaijão   | Maxim Koptiakov RUS Rússia Zoltán Harcsa HUN Hungria       |
| Meio pesado (–81 kg) Detalhes        | Teymur Məmmədov AZE Azerbaijão       | Valentino Manfredonia ITA Itália | Pavel Siliaguin RUS Rússia Olexandr Jyzhniak UKR Ucrânia   |
| Pesado (–91 kg) Detalhes             | Abdulkadır Abdullayev AZE Azerbaijão | Gevorg Manukian UKR Ucrânia      | Sadam Magomedov RUS Rússia Josip Bepo Filipi CRO Croácia   |
| Super pesado (+91 kg) Detalhes       | Joe Joyce GBR Grã-Bretanha           | Gasan Gimbatov RUS Rússia        | Tony Yoka FRA França Məhəmmədrəsul Məcidov AZE Azerbaijão  |

### Feminino
| Evento                               | Ouro                              | Prata                        | Bronze                                                      |
| ------------------------------------ | --------------------------------- | ---------------------------- | ----------------------------------------------------------- |
| Mosca (–51 kg) Detalhes              | Nicola Adams GBR Grã-Bretanha     | Sandra Drabik POL Polônia    | Elif Coşkun TUR Turquia Sayana Sagatayeva RUS Rússia        |
| Galo (–54 kg) Detalhes               | Yelena Saveleva RUS Rússia        | Marzia Davide ITA Itália     | Anna Əlimərdanova AZE Azerbaijão Azize Nimani GER Alemanha  |
| Ligeiro (–60 kg) Detalhes            | Katie Taylor IRL Irlanda          | Estelle Mossely FRA França   | Yana Alekseyevna AZE Azerbaijão Tasheena Bugar GER Alemanha |
| Meio médio ligeiro (–64 kg) Detalhes | Anastasiya Beliakova RUS Rússia   | Valentina Alberti ITA Itália | Sandy Ryan GBR Grã-Bretanha Aneta Rygielska POL Polônia     |
| Médio (–75 kg) Detalhes              | Nouchka Fontijn NED Países Baixos | Anna Laurell-Nash SWE Suécia | Sarah Scheurisch GER Alemanha Lidia Fidura POL Polônia      |

## Quadro de medalhas
| Ordem | País              | Medalha de ouro | Medalha de prata | Medalha de bronze |    |
| ----- | ----------------- | --------------- | ---------------- | ----------------- | -- |
| 1     | AZE Azerbaijão    | 6               | 1                | 4                 | 11 |
| 2     | RUS Rússia        | 4               | 2                | 4                 | 10 |
| 3     | IRL Irlanda       | 2               | 1                | 1                 | 4  |
| 4     | GBR Grã-Bretanha  | 2               |                  | 3                 | 5  |
| 5     | NED Países Baixos | 1               |                  |                   | 1  |
| 6     | ITA Itália        |                 | 5                |                   | 5  |
| 7     | FRA França        |                 | 2                | 1                 | 3  |
| 8     | UKR Ucrânia       |                 | 1                | 4                 | 5  |
| 9     | POL Polônia       |                 | 1                | 3                 | 4  |
| 10    | BLR Bielorrússia  |                 | 1                |                   | 1  |
|       | SWE Suécia        |                 | 1                |                   | 1  |
| 12    | GER Alemanha      |                 |                  | 5                 | 5  |
|       | TUR Turquia       |                 |                  | 2                 | 2  |
| 14    | CRO Croácia       |                 |                  | 1                 | 1  |
|       | SVK Eslováquia    |                 |                  | 1                 | 1  |
|       | HUN Hungria       |                 |                  | 1                 | 1  |
| TOTAL | TOTAL             | 15              | 15               | 30                | 60 |